# حكومة الصومال الفيدرالية
الحكومة الفيدرالية الصومالية (FGS) أو الحكومة الاتحادية الصومالية (بالصومالية: Dowladda Federaalka Soomaaliya)‏ هي حكومة الصومال المعترف بها دوليًا، وأول محاولة لتشكيل حكومة مركزية في الصومال منذ انهيار جمهورية الصومال الديمقراطية. استُبدِلت الحكومة الاتحادية الانتقالية (TFG) في الصومال في 20 أغسطس 2012 باعتماد دستور الصومال.
وهي تتألف رسمياً من الفرع التنفيذي للحكومة، ويعمل البرلمان كسلطة تشريعية. يرأسها رئيس الصومال ويتبعه مجلس الوزراء من خلال رئيس الوزراء.

## بناء
يحدد الدستور الوطني الطريقة الأساسية التي يجب أن تعمل بها الحكومة. تم تمريره في 23 يونيو 2012، بعد عدة أيام من المداولات بين السياسيين الفيدراليين والإقليميين الصوماليين. لكي يدخل الدستور حيز التنفيذ، يجب أن يصادق البرلمان الجديد عليه.
بموجب الدستور الجديد، تُعرف الصومال رسميًا الآن باسم جمهورية الصومال الاتحادية، وهي اتحاد فيدرالي.

### السلطة التنفيذية
يتم انتخاب الرئيس من قبل البرلمان. يشغل هو منصب رئيس الدولة ويختار رئيس الوزراء، الذي يعمل كرئيس للحكومة ويقود مجلس الوزراء. وفقا للمادة 97 من الدستور، تناط غالبية السلطات التنفيذية للحكومة الصومالية بمجلس الوزراء. رئيس الصومال الحالي هو حسن شيخ محمود. حمزة عبدي بري هو رئيس الوزراء القومي.

### مجلس الوزراء
يُعرف المجلس رسميًا باسم مجلس وزراء حكومة الصومال الفيدرالية ولكن يشار إليه أحيانًا باسم مجلس الوزراء. يتم تعيين أعضائها من قبل رئيس الوزراء.

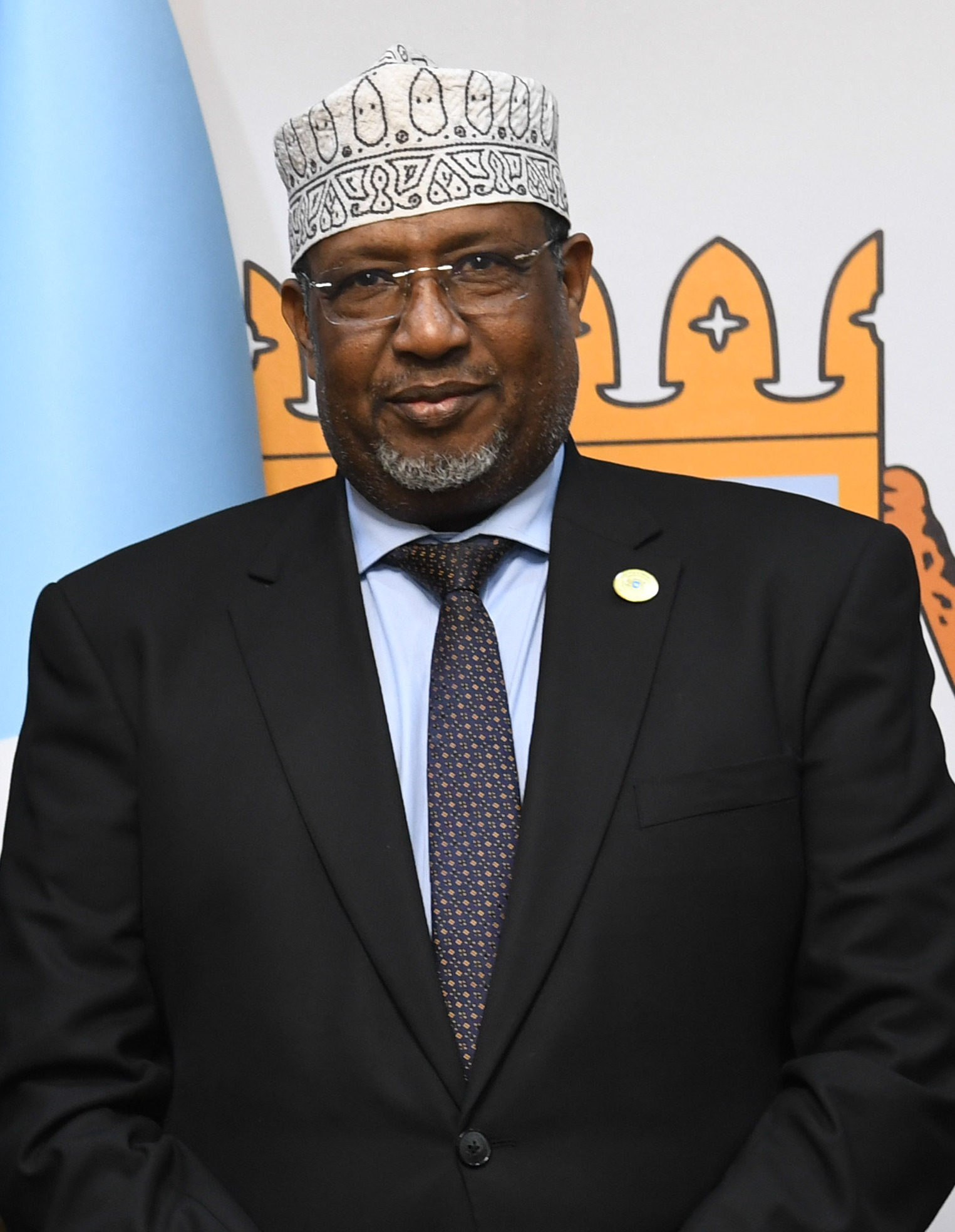
آدم محمد نور مدوبي هو رئيس مجلس النواب الحالي في جمهورية الصومال

### برلمان الصومال
ينتخب البرلمان الفيدرالي الصومالي الرئيس ورئيس الوزراء، وله سلطة تمرير القوانين والنقض عليها. وهي مؤلفة من مجلسين، وتتكون من مجلس النواب المكون من 275 مقعدًا، بالإضافة إلى مجلس الشيوخ الذي يضم 54 نائباً. بموجب القانون، يجب أن يكون 30٪ على الأقل من جميع أعضاء البرلمان من النساء. تم اختيار أعضاء البرلمان الحاليين من قبل لجنة الاختيار الفنية، والتي تم تكليفها بفحص المشرعين المحتملين الذين بدورهم تم ترشيحهم من قبل الجمعية التأسيسية الوطنية المكونة من الشيوخ. الرئيس الحالي للبرلمان الاتحادي هو آدم محمد نور مدوبي.

### القضاء
يتم تنظيم هيكل المحاكم الوطنية في ثلاثة مستويات: المحكمة الدستورية، والمحاكم على مستوى الحكومة الفيدرالية والمحاكم الفيدرالية على مستوى الدول الأعضاء. تقوم لجنة الخدمة القضائية المكونة من تسعة أعضاء بتعيين أي عضو من الدرجة الفيدرالية في السلطة القضائية. كما يقوم باختيار وتقديم قضاة المحكمة الدستورية المحتملين إلى مجلس النواب في البرلمان الاتحادي للموافقة عليهم. في حالة الموافقة عليه، يعين الرئيس المرشح قاضياً في المحكمة الدستورية. تفصل المحكمة الدستورية المكونة من خمسة أعضاء في القضايا المتعلقة بالدستور، بالإضافة إلى مختلف الشؤون الاتحادية ودون الوطنية.

### الدول الفيدرالية الأعضاء
تتمتع حكومات الولايات المحلية، المعترف بها رسميًا كدول أعضاء اتحادية، بدرجة من الاستقلالية في الشؤون الإقليمية وتحافظ على قوات الشرطة والأمن الخاصة بها. ومع ذلك، فهي تخضع دستوريًا لسلطة حكومة جمهورية الصومال الفيدرالية. البرلمان الوطني مكلف باختيار العدد النهائي وحدود الدول الفيدرالية الأعضاء داخل جمهورية الصومال الاتحادية.

### التعليم
وزارة التربية والتعليم هي المسؤولة رسمياً عن التعليم في الصومال. اعتبارًا من 2 أغسطس 2022 يرأس الوزارة فارح شيخ عبد القادر محمد.

### الرعاية الصحية
تتولى وزارة الصحة رئاسة نظام الرعاية الصحية في الدولة. اعتبارًا من 2 أغسطس 2022 يرأس الوزارة على حاج آدم.

### وسائل الإعلام
تمتلك الحكومة الفيدرالية منفذين إعلاميين رئيسيين: راديو مقديشو، وهي محطة الإذاعة التي تديرها الدولة. والتلفزيون الصومالي الوطني، وهي القناة التلفزيونية الوطنية ووكالة الأنباء الوطنية الصومالية.

## الجيش والشرطة
وزارة الدفاع التابعة للحكومة المركزية مسؤولة رسمياً عن القوات المسلحة الصومالية وتقسيماتها المختلفة. اعتبارًا من أغسطس 2022، يترأس الوزارة عبد القادر محمد نور.

## عاصمة
يعترف الدستور بمقديشو كعاصمة للصومال. يجتمع البرلمان الصومالي في المدينة، وهي أيضًا مقر المحكمة العليا في البلاد. بالإضافة إلى ذلك، مقديشو هي موقع القصر الرئاسي، فيلا الصومال، حيث يقيم الرئيس. يعيش رئيس الوزراء أيضًا في المدينة.

## علاقات دولية

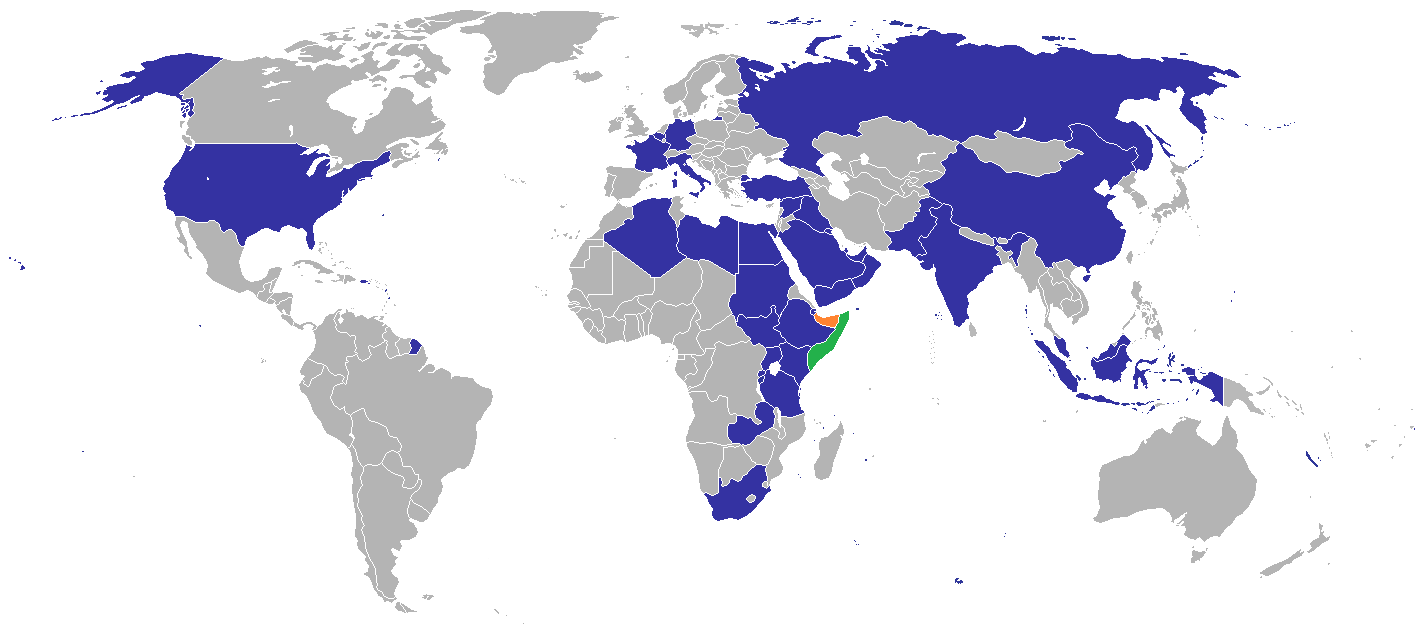
البعثات الدبلوماسية الحالية للصومال.

الحكومة الفيدرالية الصومالية معترف بها دوليًا باعتبارها الحكومة المركزية الرسمية في الصومال. وهي تشغل مقعد الدولة في الأمم المتحدة، والاتحاد الأفريقي، ومنظمة التعاون الإسلامي (OIC). للحكومة الفيدرالية الصومالية ممثل دائم ونائب للمندوب الدائم لدى الأمم المتحدة. كما أن لديها سفارات في دول مختلفة.
بالإضافة إلى ذلك، هناك العديد من البعثات الدبلوماسية الأجنبية في الصومال. تحتفظ إثيوبيا بسفارة في مقديشو، وقنصليات في هرجيسا في جمهورية أرض الصومال المعلنة من جانب واحد  وفي غاروي في بونتلاند. أعادت جيبوتي فتح سفارتها في مقديشو في ديسمبر 2010. في العام التالي، أعادت الهند أيضًا فتح سفارتها في العاصمة بعد عشرين عامًا من الغياب، كما فعلت تركيا. حذت إيران والمملكة المتحدة حذوها في عام 2013، وكذلك قطر والصين في عام 2014. تحتفظ إيطاليا بوفد دبلوماسي خاص وبعثة فنية إلى مقديشو، ومن المقرر أن تعيد فتح سفارتها في المدينة. في عام 2013، أعلنت مصر بالمثل عن خطط لإعادة فتح سفارتها في مقديشو.
في يناير 2013، أعلنت الولايات المتحدة أنها مستعدة لتبادل المذكرات الدبلوماسية مع الحكومة المركزية الجديدة في الصومال، وإعادة العلاقات الرسمية مع البلاد لأول مرة منذ 20 عامًا.

## جوازات السفر
يمكن للمواطنين الصوماليين الحصول على جواز سفر صومالي من المواقع التي حددتها الحكومة أو من السفارات الصومالية في الخارج للسفر.